# Cinclidium frontale
El ruiseñor frentiazul (Cinclidium frontale) es una especie de ave paseriforme de la familia Muscicapidae nativa del sudeste de Asia. Es la única especie del género Cinclidium.

## Taxonomía
El ruiseñor frentiazul fue descrito científicamente por el zoólogo inglés Edward Blyth en 1842. Tradicionalmente se incluía en la familia Turdidae, pero ahora se clasifica en la familia Muscicapidae, como la única especie del género Cinclidium. Anteriormente en este género se incluían dos especies más (el ruiseñor de la Sonda y el ruiseñor coliblanco) que ahora se clasifican en el género Myiomela:

## Distribución y hábitat
Se encuentra en los bosques templados y subtropicales del sudeste de Asia, distribuido por las montañas de Bután, sur de China, noreste de la India, Laos, Tailandia, Vietnam, y posiblemente Nepal.